# Louis Beyaert-Carlier
Louis Beyaert, meestal vermeld als Louis Beyaert-Carlier (Brugge, 10 augustus 1876 - Gent, 1952), was een Belgisch uitgever, kunstschilder en Nederlandstalig en vooral Franstalig dichter en essayist in Brugge.

## Levensloop
Carlier behoorde tot een familie van drukkers en uitgevers. Hij was een zoon van drukker Karel Beyaert (1848-1922) en van Marie Storie en trouwde met Emma Carlier. Karel kreeg, als uitgever van vooral godsdienstig en theologisch werk, de titel pauselijk uitgever. Deze titel ging van Karel over op zijn twee zoons, Louis Beyaert-Carlier en zijn oudere broer Jean Beyaert (1884-1938), die elk een eigen uitgeversbedrijf hadden. Louis werd opgevolgd door zijn zoon Carl Beyaert (Brugge, 1905 - Luik, 1970).
Louis Beyaert publiceerde gedichten en essays. Hij behoorde tot het Brugse actieve, vooral katholieke, culturele leven.
Hij verzorgde de kunstrubiek in het Woensdagblad, een lokale krant, onderdeel van de Brugsche Courant, die werd voortgezet als Brugse courant. Hij was ook correspondent voor Nederlandse, Franse en Engelse tijdschriften.
Naast uitgever leidde hij een atelier van religieuze kunst, waar kruisbeelden en kruiswegstaties werden gemaakt evenals kopieën van religieuze beelden. Hij had lessen gevolgd aan de Brugse Academie, in de Gentse Sint-Lucasschool en bij de beeldhouwer Alfred Gilbert. Hij leverde illustraties voor het Liturgisch Parochieblad en voor de publicaties van dom Gaspar Lefébvre. Louis Beyaert-Carlier ontwierp een vijftigtal beelden van personages uit het Oude Testament en het Nieuwe Testament en schilderde talrijke kruiswegen.
Zijn gedicht Bruges, in Brugge in maart 1926 tot stand gebracht, werd getoonzet door René Brancour, conservator van het Musée du Conservatoire in Parijs.
In de jaren dertig werd hij een volgeling van Joris van Severen en werd tamelijk Nieuwe Ordegezind. Ook al kon men hem geen daden van collaboratie aanwrijven, werd hij bij de Bevrijding door het gepeupel gearresteerd en naar de gevangenis gebracht, waaruit hij korte tijd later ontslagen werd. Hij verliet Brugge en ging in Gent en Luik wonen.

## Publicaties
- Vijf dagen te Londen op het Eucharistisch Congres, 1910, verslag
- Smaragden, 1918, poëzie
- Pour le monument de l'Yser, 1919, essay
- Per crucem ad lucem, 1925, poëzie
- L'heure de la Flandre, 1926, poëzie, met een inleiding door Marcel Wyseur
- Emile Verhaeren, l'homme, le poète, le citoyen, 1928, essay
- Flori Van Acker, 1928, essay
- Bruges, 1930, poëzie
- Guido Gezelle et le Réveil Westflamand, 1930, essay
- Les litanies de Notre Dame du Soir, 1931, poëzie
- Thème sur la mort de la Reine Astrid, 1935, poëzie
- Rubens, 1937, poëzie